# Suffer
Suffer es el tercer disco publicado por la banda de punk estadounidense Bad Religion, en 1988. Fue el álbum que supuso el reencuentro de los componentes originales de la banda tras su ruptura. Es considerado por algunas de las publicaciones especializadas en el sector como uno de los mejores álbumes punk de los 80.
Representa un cambio en su carrera y un hito en la historia del rock, por ser el disco con que Bad Religion inauguran el hardcore melódico con un estilo propio, más tarde imitado y extendido por otras bandas, primero californianas y más tarde europeas. El disco se caracteriza por la rapidez de los ritmos, diferencia de claridad de sonido respecto a los anteriores y el aumento de melodías claras en la voz, que acentúan el carácter profundo e intelectual de las letras del grupo, y con coros de voces armónicas que serán la marca de la casa de la banda durante el resto de su carrera.
Se puede hablar de una fusión de las bases melódicas de la música folk con la fuerza y contundencia del punk. El guitarrista Brett Gurewitz ha admitido que las canciones que Graffin le mostró le dieron desde el principio un regusto a Jethro Tull, y además, años más tarde, Graffin afirmaría esta versión publicando dos álbumes en solitario, de tinte acústico, en el segundo de los cuales hay composiciones basadas en el country y folk estadounidenses.
Un conjunto de bandas de la tercera oleada de bandas de new-wave punk cintan este álbum como un inspiración esencial. En una web de fanes de la banda, la canción "Do What You Want" fue citada como una de las mejores canciones de todos los tiempos de la banda, junto a "American Jesus" y "Along the Way". El cantante de Rancid, Tim Armstrong, ha declarado que "What Can You Do?", la única canción lenta del álbum, es su canción preferida de Bad Religion.

## Pistas del álbum
| Cara A |                            |                   |          |  |
| N.º    | Título                     | Escritor(es)      | Duración |  |
| 1.     | «You Are (The Government)» | Graffin           | 1:21     |  |
| 2.     | «1000 More Fools»          | Gurewitz          | 1:34     |  |
| 3.     | «How Much Is Enough?»      | Gurewitz          | 1:22     |  |
| 4.     | «When?»                    | Graffin           | 1:38     |  |
| 5.     | «Give You Nothing»         | Graffin, Gurewitz | 2:00     |  |
| 6.     | «Land of Competition»      | Graffin           | 2:04     |  |
| 7.     | «Forbidden Beat»           | Graffin, Gurewitz | 1:56     |  |
| 8.     | «Best for You»             | Graffin           | 1:53     |  |

| Cara B |                              |                   |          |  |
| N.º    | Título                       | Escritor(es)      | Duración |  |
| 9.     | «Suffer»                     | Graffin, Gurewitz | 1:47     |  |
| 10.    | «Delirium of Disorder»       | Gurewitz          | 1:38     |  |
| 11.    | «Part II (The Numbers Game)» | Gurewitz          | 1:39     |  |
| 12.    | «What Can You Do?»           | Graffin           | 2:44     |  |
| 13.    | «Do What You Want»           | Gurewitz          | 1:05     |  |
| 14.    | «Part IV (The Index Fossil)» | Graffin           | 2:02     |  |
| 15.    | «Pessimistic Lines»          | Graffin           | 1:07     |  |

## Personal
- Greg Graffin: vocalista
- Brett Gurewitz: guitarrista
- Greg Hetson: guitarrista
- Jay Bentley: bajista
- Pete Finestone: baterista y percusionista
- Donnell Cameron: ingeniero de sonido
- Legendary Starbolt: ingeniero de sonido
- Jerry Mahoney: artwork